# Danmarks ishockeylandshold (herrer)
Danmarks ishockeylandshold er det danske landshold i ishockey for herrer. Den nuværende landstræner er svenske Mikael Gath, der tog over efter Heinz Ehlers.
Ishockey førte i mange år en stille tilværelse i Danmark, og dette blev afspejlet i landsholdets præstationer. Danmark spillede fra 1960'erne og op til kort indtil 2002 i B- og C-rækkerne, men da holdet dette år vandt B-rækken, rykkede det for første gang op blandt de 16 bedste hold i A-gruppen, og her har holdet ligget lige siden. Det bedste resultat her har været en 4. plads i 2025.

## Historie

### Den spæde begyndelse
Ishockey blev en egentlig sportsgren i Danmark i slutningen af 1920'erne. Indtil da blev sporten spillet udendørs på søer osv., når vejret gjorde det muligt. De første klubber, hvor der blev spillet denne sport, var Københavns Skøjteløberforening og Silkeborg Skøjteløberforening af 1896, der begge var dannet tilbage i det 19. århundrede. Ishockey blev bl.a. spillet på Peblingesøen hvor det danske landshold i 1929 spillede mod Södertälje SK der vandt med 27–1.
I 1940'erne kom der flere klubber til, blandt andet Rungsted Ishockey Klub og Herning Ishockey Klub. I 1949 var sporten blevet så stor, at det var muligt at danne eget forbund, hvorpå Danmarks Ishockey Union blev udskilt fra Dansk Skøjte Union. Samme år deltog Danmark første gang i VM i ishockey, der blev afholdt i Sverige, hvor første kamp bød på en 47-0-nederlag til Canada – det største nederlag nogensinde. Resultatet betød, at Danmark sluttede på tiende- og dermed sidstepladsen. Frem til og med 1961 deltog Danmark ikke, men i 1962 deltog holdet ved B-VM. Siden har Danmark deltaget hvert år med undtagelse af 1965 og 1974.

### Turen mod A-gruppen
I mange år spillede Danmark i C-gruppen med enkeltstående besøg i B-rækken, men i 1991 på hjemmebane i Brøndby-Hallen vandt holdet C-rækken med blandt andet Heinz Ehlers som en af de markante spillere. Siden har Danmark ikke været nede i C-rækken.
I 1999 vandt Danmark for første gang B-rækken, hvilket dengang ikke betød direkte oprykning til A-gruppen. Danmark forblev derfor i B-rækken til 2002, hvor det igen blev til et B-mesterskab. Reglerne var nu lavet om, så Danmark rykkede op i A-gruppen. Blandt profilerne på holdet var spillere som Peter Hirsch og Morten Green.

### En del af den absolutte elite
Ved A-VM 2003 blev Danmark ikke spået mange chancer, da holdet var endt i gruppe med Rusland, Schweiz og USA. Danmark overraskede dog alt og alle ved at vinde første kamp med 5-2 over USA. I mellemrunden overraskede holdet igen ved at spille 2-2 mod de senere verdensmestre fra Canada.
Resultaterne betød, at Danmark igen var med ved A-VM 2004. Her kom holdet i gruppe med Sverige, Rusland og Japan. I de to første kampe var Danmark chanceløse, men i den sidste kamp blev det til en 4-3-sejr over Japan, hvilket betød, at Danmark igen var i mellemrunden. Her tabte holdet alle tre kampe, men det var stadig nok til at bevare status som A-nation.
Ved A-VM 2005 tabte Danmark alle kampe i indledende runde og kom dermed for første gang i nedrykningsspil. Den først kamp i nedrykningsspillet blev tabt til Slovakiet, men med sejre over Østrig og Tyskland klarede danskerne med nød og næppe skærene.
A-VM 2006 blev anden gang, Danmark var i nedrykningsspil – et resultat af tre nederlag i den indledende runde – bl.a. til ærkerivalerne fra Norge. I nedrykningsspillet betød to sejre (over Italien og Kasakhstan) og en uafgjort (mod Slovenien) sikker overlevelse i A-gruppen.
Ved A-VM 2007 kom Danmark i gruppe med Rusland, Finland og Ukraine. Danmark tabte stort til både Rusland (9-1) og Finland (6-2), men kampen mod Ukraine gav en 4-3-sejr, hvilket betød, at Danmark for første gang i tre år gik videre til mellemrunden. Her tabte holdet til Sverige og Schweiz, men fik sin første sejr ved en VM-mellemrunde, da Italien blev besejret med 5-2. Den faste deltagelse i A-VM betød, at NHL-klubberne fik øjnene op for nogle af de danske spillere, og Frans Nielsen blev i 2007 den første danske spiller i denne liga. Dermed fik Danmark i lighed med de andre topnationer efterhånden også problemer med at få de allerbedste spillere frigivet til VM, idet slutspillet i NHL hvert år falder oven i VM.
Ved A-VM 2008 nåede Danmark endnu en gang i mellemrunden. I den indledende gruppe havde man tabt til Rusland og Tjekkiet, men en sejr over Italien var nok til at sikre avancement til mellemrunden. Her blev det til klare nederlag mod Sverige og Schweiz, inden man i den sidste betydningsløse kamp slog Hviderusland i sudden death.
Det bedste VM-resultater blev opnået første gang i 2010 med en samlet ottendeplads. I den indledende pulje blev det til overraskende sejre over Finland (4-1) og USA (2-1 i overtid), inden den sidste kamp blev tabt til Tyskland (1-3). I mellemrunden havde holdet sejren over Finland med, og da det derudover blev til en overbevisende 6-0-sejr over Slovakiet, blev Danmark nummer fire i mellemrunden og kvalificerede sig dermed for første gang til kvartfinalen. Her måtte holdet bøje sig for Sverige med et nederlag på 2-4.
I 2016 var formatet anderledes, idet der blot var to indledende puljer med otte hold i hver. De fire bedste fra hver pulje gik direkte til kvartfinalerne, og med sejre over Norge, Letland (efter straffeslag), Tjekkiet (også efter straffeslag) og Kazakhstan blev Danmark netop nummer fire i puljen og mødte derpå Finland i kvartfinalen. Her blev det til et klart dansk nederlag på 1-5 mod holdet, der endte med at vinde sølvmedaljer.

## VM-resultater
- 1930-1948: Deltog ikke
- 1949: 10. plads
- 1950-1961: Deltog ikke
- 1962: 6. plads (i B-rækken)
- 1963: 3. plads (i C-rækken)
- 1965: Deltog ikke
- 1966: 2. plads (i C-rækken)
- 1967: 3. plads (i C-rækken)
- 1969: 6. plads (i C-rækken)
- 1970: 5. plads (i C-rækken)
- 1971: 6. plads (i C-rækken)
- 1972: 7. plads (i C-rækken)
- 1973: 7. plads (i C-rækken)
- 1974: Deltog ikke
- 1975: 6. plads (i C-rækken)
- 1976: 4. plads (i C-rækken)
- 1977: 2. plads (i C-rækken)
- 1978: 3. plads (i C-rækken)
- 1979: 8. plads (i B-rækken)
- 1981: 4. plads (i C-rækken)
- 1982: 3. plads (i C-rækken)
- 1983: 4. plads (i C-rækken)
- 1985: 5. plads (i C-rækken)
- 1986: 5. plads (i C-rækken)
- 1987: 2. plads (i C-rækken)
- 1989: 8. plads (i B-rækken)
- 1990: 2. plads (i C-rækken)
- 1991: Vinder (af C-rækken)
- 1992: 4. plads (i B-rækken)
- 1993: 4. plads (i B-rækken)
- 1994: 5. plads (i B-rækken)
- 1995: 5. plads (i B-rækken)
- 1996: 6. plads (i B-rækken)
- 1997: 8. plads (i B-rækken)
- 1998: 4. plads (i B-rækken)
- 1999: Vinder (af B-rækken)
- 2000: 5. plads (i B-rækken)
- 2001: 3. plads (B-VM)
- 2002: Vinder (af B-VM)
- 2003: 11. plads
- 2004: 12. plads
- 2005: 14. plads
- 2006: 13. plads
- 2007: 10. plads
- 2008: 12. plads
- 2009: 13. plads
- 2010: 8. plads
- 2011: 11. plads
- 2012: 13. plads
- 2013: 12. plads
- 2014: 13. plads
- 2015: 14. plads
- 2016: 8. plads
- 2017: 12. plads
- 2018: 10. plads
- 2019: 11. plads
- 2020: Aflyst pga. COVID-19 pandemien
- 2021: 12. plads
- 2022: 9. plads
- 2023: 10. plads
- 2024: 13. plads
- 2025: 4. plads

## Landstrænere
- 1989-1994:  Per Holten Møller
- 1994-1996:  Dan Hobér
- 1996-2001:  Jim Brithén
- 2001-2006:  Mikael Lundström
- 2006-2008:  Mike Sirant
- 2008-2013:  Per Bäckman
- 2013-2018:  Janne Karlsson
- 2018-2023:  Heinz Ehlers
- 2023-:  Mikael Gath